# 紫花清风藤
紫花清风藤（学名：Sabia purpurea）为清风藤科清风藤属下的一个种。其种加词“purpurea”意为“紫色的”。

## 亚种
- Sabia purpurea subsp. dumicola (W.W.Sm.) Water
- 指名亚种 Sabia purpurea subsp. purpurea